# Municipio de Lowhill
El municipio de Lowhill  (en inglés: Lowhill Township) es un municipio ubicado en el condado de Lehigh en el estado estadounidense de Pensilvania. En el año 2000 tenía una población de 1.869 habitantes y una densidad poblacional de 51.6 personas por km².

## Geografía
El municipio de Lowhill se encuentra ubicado en las coordenadas 40°37′26″N 75°37′25″O / 40.62389, -75.62361.

## Demografía
Según la Oficina del Censo en 2000 los ingresos medios por hogar en la localidad eran de $63,421 y los ingresos medios por familia eran $67,188. Los hombres tenían unos ingresos medios de $46,563 frente a los $38,083 para las mujeres. La renta per cápita para la localidad era de $28,317. Alrededor del 3,5% de la población estaban por debajo del umbral de pobreza.